# Salim & Manolo
LBD es una banda peruana de Rock alternativo originaria de Lima, formada en 2024. conformada por Salim Vera (vocalista) y Manolo Hidalgo (guitarra principal o primera guitarra), integrantes fundadores de la banda Peruana Libido.

## Historia y Formación
Tras Anunciar la Reunión de la formación original de la banda Peruana Libido, que daría inicio en el mes de Julio del año 2024, Vera e Hidalgo expresaron su interés de seguir tocando parte de la discografía de la banda con la nueva formación de esta, viéndose imposibilitados al ser los cuatro miembros fundadores propietarios del nombre, debido a esto adoptaron el nombre de Salim & Manolo, con la que se presentarían tocando parte del repertorio de la banda junto a la nueva formación de esta y esto no genere confusiones con la ya mencionada gira de Reunión titulada Libido la Reunión. 
La primera presentación del dueto se llevaría a cabo el 13 de Septiembre del 2024 en el Yield Bar, interpretando el repertorio habitual de presentaciones más todo el material del EP Amar o Matar, lanzado en el año 2016, cabe resaltar que estas presentaciones bajo este nombre se dieron a la par de los conciertos de la gira de reunión.
Poco finalizar la gira Libido la Reunión, el baterista y fundador de la banda Libido, Jeffry Fischman, prohíbe bajo documento legal, la ejecución en vivo de las canciones de su autoría al dúo, prohibición sumada a la que el bajista y fundador Toño Jáuregui presentó en el año 2014, teniendo como repertorio composiciones de autoría de Vera e Hidalgo, tras la celebración de los 25 años del segundo disco de la banda Libido, Hembra, manifestaron que una posibilidad de otra reunión original es inviable debido a "Diferencias insalvables".
Durante la primera semana del mes de Junio del 2025, el dúo actualizó sus redes sociales, esta vez adoptando el nombre de LBD, alusión a la etapa anterior de los integrantes, además de la creación del logo oficial, diseñado por Arturo Ríos, Baterista de la banda peruana La Liga del Sueño

## Repertorio Interpretado
- Libido (del álbum Libido)
- Mal tiempo (del álbum Libido)
- Ojos de ángel (del álbum Libido)
- La casa de los gritos(del álbum Libido)
- Néctar (del álbum Hembra)
- Sal (del álbum Hembra)
- Esther Fe (del álbum Pop Porn)
- Frágil (del álbum Pop Porn)
- Nicotina (del álbum Lo último que hablé ayer)
- Lonely (del álbum Lo último que hablé ayer)
- Un nuevo juego (del álbum Lo último que hablé ayer)
- Mabel (del álbum Lo último que hablé ayer)
- Fantasma (del álbum Lo último que hablé ayer)
- El camino (Qosqo) (del álbum Lo último que hablé ayer)
- Un día Nuevo (del álbum Un día nuevo)
- Sentir que hoy (del álbum Un día nuevo)
- Mundo Perfecto (del álbum Un día nuevo)
- Octubre (del álbum Un día nuevo)
- Mi mente explota  (del álbum Un día nuevo)
- Cielo apunta abajo (del álbum Un día nuevo)
- Amor anestesiado (del álbum Un día nuevo)
- Tan Suave (del álbum Rarezas)
- Hombre loco (del álbum Rarezas)
- Llévame (del EP Amar o matar)
- Pero aún Sigo Viéndote (del EP Amar o matar)
- Mariposas (del EP Amar o matar)
- Nada que me ate a ti (del EP Amar o matar)
- Igual que ayer (del EP Amar o matar)
- Y vuelves a Aparecerte (del EP Amar o matar)
- Por si tratas de volver (del EP Amar o matar)

## Integrantes
- Salim Vera - Voz Principal, Coros y Percusiones (Ocasionalmente)
- Manolo Hidalgo - Primera Guitarra, Voz (Ocasionalmente).

### Músicos Invitados
- Luis Benzaquén - Segunda Guitarra.
- Hugo Ortiz - Batería.
- Andrea Sánchez - Bajo y Coros.
- Javier Honorio - Batería (En ciertas fechas).